# Bufo eichwaldi
Espèce
Statut de conservation UICN

 VU A2bce; B1ab(iii,iv) : Vulnérable
Bufo eichwaldi est une espèce d'amphibiens de la famille des Bufonidae.

## Répartition
Cette espèce se rencontre :
- dans le Sud-est de l'Azerbaïdjan dans les monts Talysh ;
- en Iran dans les provinces de Mazandéran et de Gilan dans les monts Talysh et Elbourz.

Sa présence est incertaine dans la province d'Ardabil.

## Étymologie
Cette espèce est nommée en l'honneur de Karl Eduard von Eichwald.

## Publication originale
- Litvinchuk, Borkin, Skorinov & Rosanov, 2008 : A New Species of Common Toads from the Talysh Mountains, South-Eastern Caucasus: Genome Size, Allozyme, and Morphological Evidences. Russian Journal of Herpetology, vol. 15, no 1, p. 19-43 (texte intégral).